# Доњи Андријевци
Доњи Андријевци су насељено место и седиште општине у Бродско-посавској жупанији, Република Хрватска.

## Историја
До територијалне реорганизације у Хрватској налазили су се у саставу бивше велике општине Славонски Брод.

## Становништво
На попису становништва 2011. године, општина Доњи Андријевци је имала 3.709 становника, од чега у самим Доњим Андријевцима 2.496.

## Попис 1991.
На попису становништва 1991. године, насељено место Доњи Андријевци је имало 2.787 становника, следећег националног састава:
| Попис 1991.‍   | Попис 1991.‍  | Попис 1991.‍ | Попис 1991.‍ | Попис 1991.‍ |
| ------------- | ------------ | ----------- | ----------- | ----------- |
|               |              |             |             |             |
| Хрвати        | Хрвати       |             | 2.644       | 94,86%      |
| Срби          | Срби         |             | 23          | 0,82%       |
| Русини        | Русини       |             | 17          | 0,60%       |
| Југословени   | Југословени  |             | 10          | 0,35%       |
| Муслимани     | Муслимани    |             | 9           | 0,32%       |
| Албанци       | Албанци      |             | 5           | 0,17%       |
| Словенци      | Словенци     |             | 3           | 0,10%       |
| Македонци     | Македонци    |             | 2           | 0,07%       |
| Пољаци        | Пољаци       |             | 2           | 0,07%       |
| Мађари        | Мађари       |             | 1           | 0,03%       |
| Немци         | Немци        |             | 1           | 0,03%       |
| Роми          | Роми         |             | 1           | 0,03%       |
| Црногорци     | Црногорци    |             | 1           | 0,03%       |
| неопредељени  | неопредељени |             | 7           | 0,25%       |
| регион. опр.  | регион. опр. |             | 2           | 0,07%       |
| непознато     | непознато    |             | 59          | 2,11%       |
| укупно: 2.787 |              |             |             |             |

## Галерија
- Стара кућа у Доњим Андријевцима